# Arthropleuridea

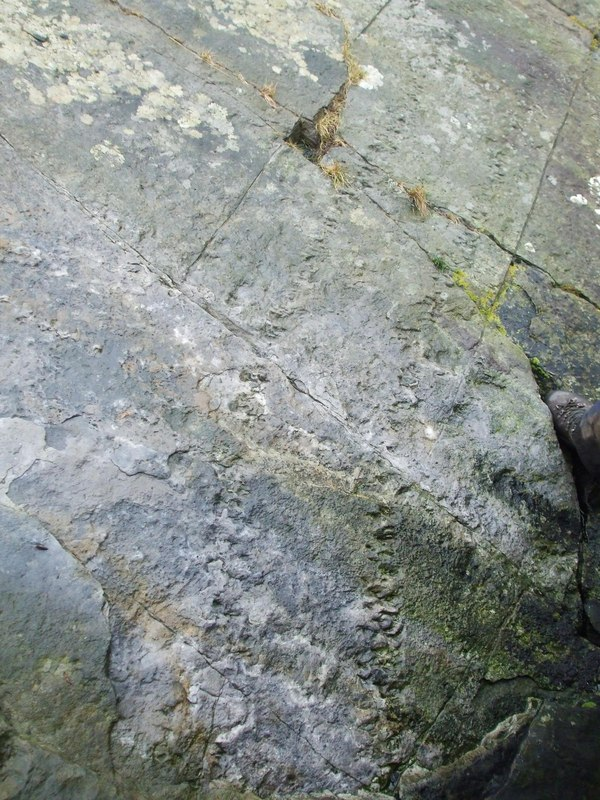
Ископаемые отпечатки артоплевры

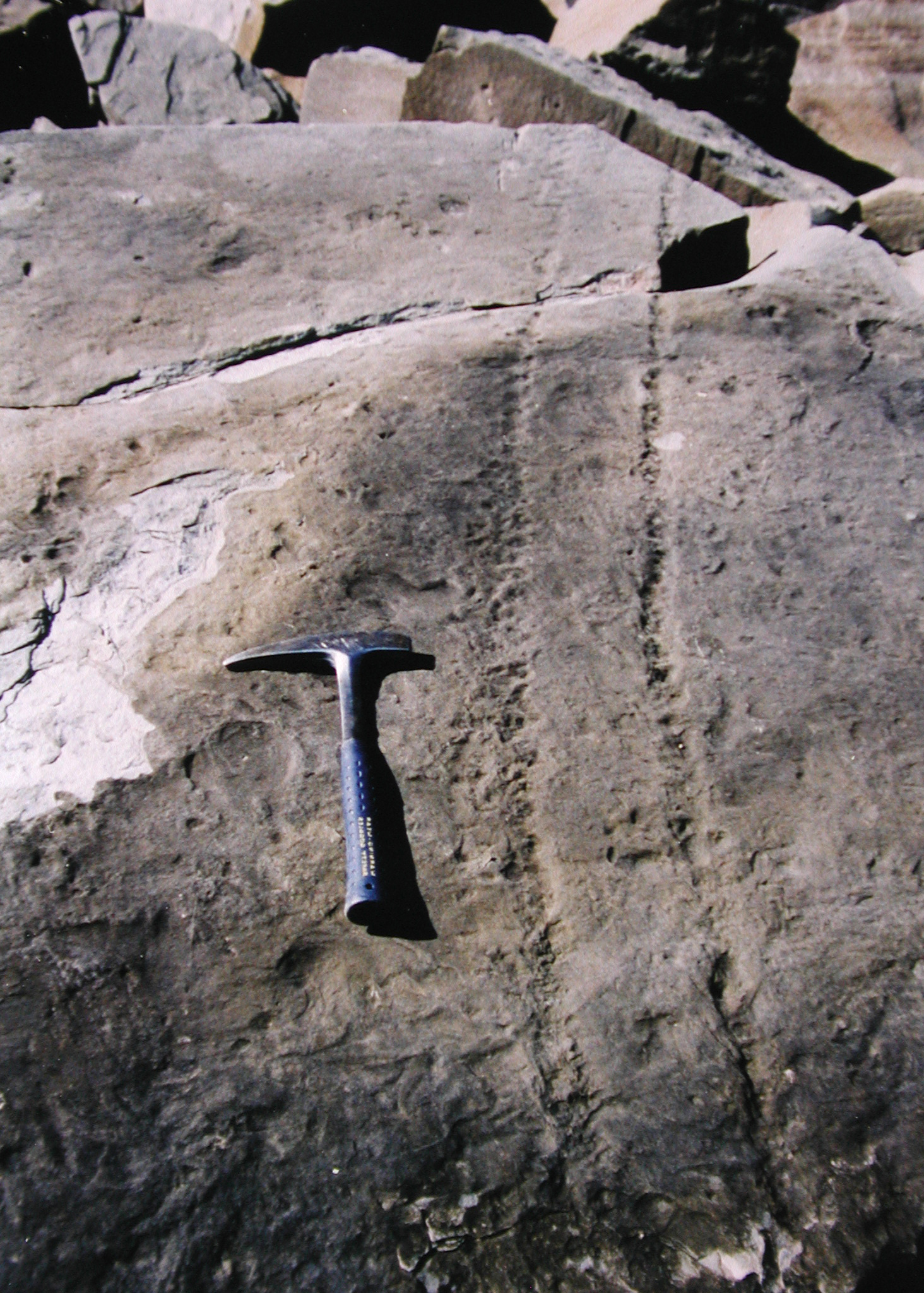
Diplichnites

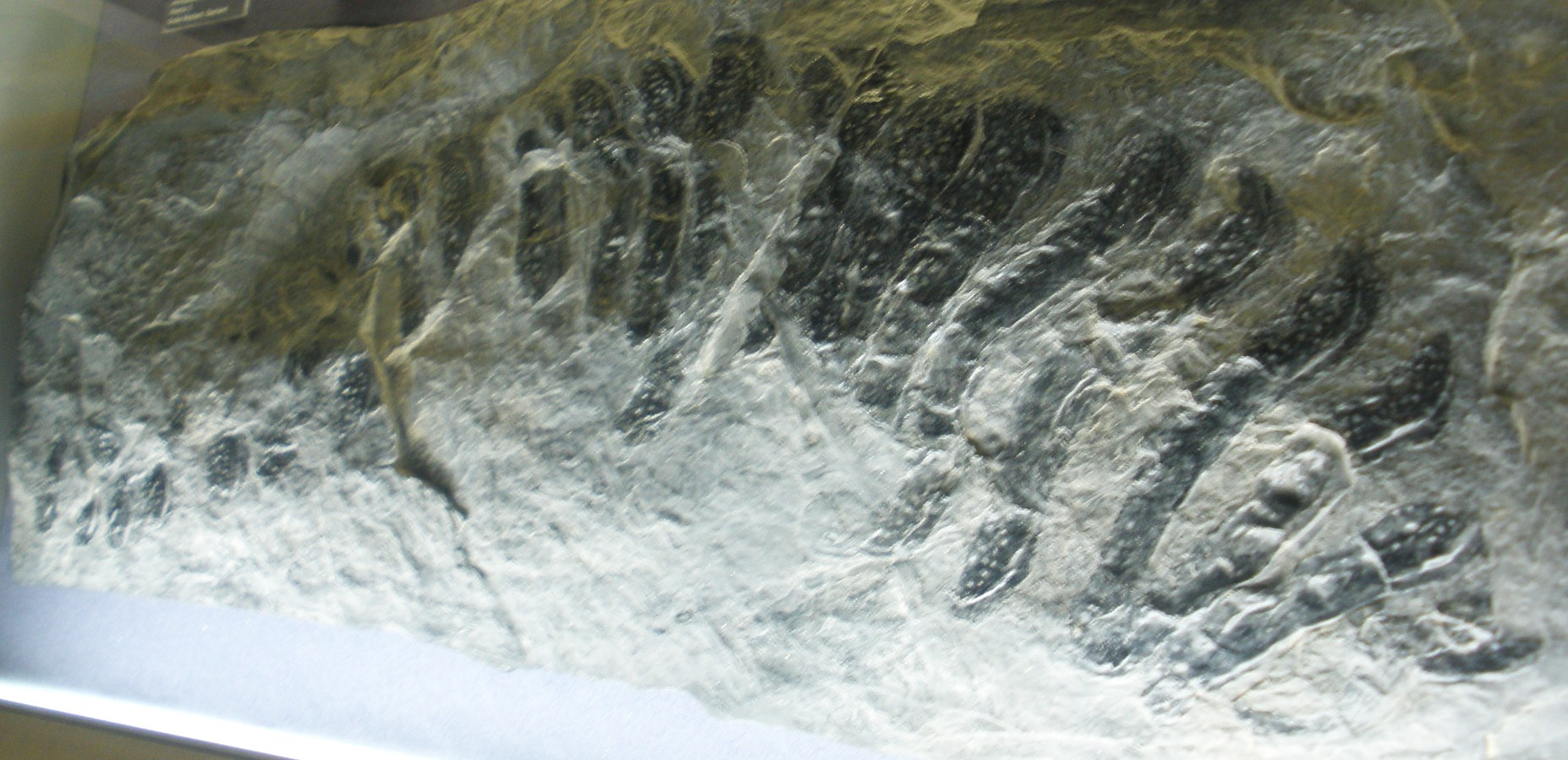
Arthropleura armata

Arthropleuridea (лат.) — подкласс вымерших гигантских многоножек из класса двупарноногих (Diplopoda) (или класс в составе надкласса многоножек). Некоторые представители достигали 2 м в длину, что делает их одними из крупнейших представителей всего типа членистоногих. Около 10 видов. Время обнаружения: силур, девон, карбон и пермь (400—300 млн лет).

## Описание
Самые известные представители группы, такие как артроплевра, достигали гигантских размеров, до 2 м и более. Это позволяет их рассматривать в качестве одних из самых крупных представителей всего типа членистоногих. Таких больших размеров они достигали благодаря отсутствию наземных хищников среди позвоночных животных и высокому содержанию кислорода в атмосфере в те времена. Артроплевриды жили во влажных болотистых местах и, возможно, зарывались в подстилочном слое. Питались предположительно, растениями или детритом. Отличались очень твёрдым внешним покровом (экзоскелетом), ногами из 8 сегментов (и всего у них было не менее 30 пар ходильных ног). Arthropleuridea начали вымирать после того, как климат стал более сухим и угольные болота высохли.
Окаменелые следы Arthropleura длиной до 50 см обнаружены в Joggins (Канада).
Большинство Arthropleuridea, как полагают, были наземными животными без каких-либо заметных внешних дыхательных структур (дыхалец и т. п.). Eoarthropleura были обнаружены в период с верхнего силура до нижнего девона Европы и Северной Америки. Самыми мелкими представителями среди Arthropleurida были Microdecemplex (длина несколько мм), которые обнаружены в среднем и верхнем девоне в США.

## Систематика
Систематическое положение Arthropleuridea несколько десятилетий дискутировалось, но с 2000 года их включают в класс Diplopoda. Тем не менее, есть ещё разногласия в отношении взаимоотношений трёх вымерших отрядов и современных групп многоножек. Некоторые авторы включают Arthropleuridea в состав Chilognatha, как сестринскую группу к современным хилогнатным многоножкам (Pentazonia + Helminthomorpha). Альтернативная гипотеза разбивает подкласс, размещая отряды Arthropleurida и Eoarthropleurida внутри базальной группы Penicillata (как сестринскую к современным Polyxenida), и оставляют только Microdecemplicida в качестве сестринской группы к современным Chilognatha. По этой гипотезе, Arthropleuridea парафилетичны.

### Классификация
Подкласс включает три вымерших отряда, каждый с единственными семейством и родом:
- Отряд Arthropleurida Waterlot, 1934
  - Семейство Arthropleuridae Zittel, 1848
    - Род Arthropleura Meyer, 1853 (5 видов, карбон, пермь; Европа, Северная Америка)
- Отряд Eoarthropleurida Shear & Selden, 1995
  - Семейство Eoarthropleuridae Størmer, 1976
    - Род Eoarthropleura Størmer, 1976 (3 вида, силур, девон; Европа, США, Канада)
- Отряд Microdecemplicida

- Род Microdecemplex (девон; США)

### Альтернативная классификация
По данным сайта Paleobiology Database, на апрель 2018 года выделяют всего один вымерший отряд с одним семейством и 6—7 родами:
- Отряд Arthropleurida Waterlot, 1934
  - Семейство Arthropleuridae Scudder, 1885 [syn. Tiphoscorpionidae Kjellesvig-Waering, 1986]
    - Род Arthropleura Jorden & Meyer, 1854 (6 видов)
    - Род Arthropleurion Goldenberg, 1877 (1 вид)
    - Род Branchiopus Dumeril, 1806
    - Род Branchipusites Goldenberg, 1873 (1 вид)
    - Род Eoarthropleura Størmer, 1976 (1—2 вида)
    - Род Leptozoa Goldenberg, 1877 (1 вид)
    - Род Propater Troschel, 1863 (1 вид)

Один род и один вид объявлены nomen dubium в пределах семейства Arthropleuridae: Troxites Goldenberg, 1854, Troxites germari Goldenberg, 1854.
Отряд Microdecemplicida и род Microdecemplex отсутствуют в базе данных Paleobiology Database.